# 휴 미첼
휴 미첼(Hugh Mitchell, 1989년 9월 7일 ~ )은 잉글랜드의 전 배우, 사진 작가이다.

## 출연 작품
- 해리포터와 비밀의 방 - 콜린 크리비